# Shenzhou 1
Shenzhou 1 – pierwszy lot kosmiczny statku typu Shenzhou.
Pierwszy start Shenzhou odbył się 19 listopada 1999 i trwał 21 godzin i 11 min. Był to przede wszystkim test nie dla samego statku, ale dla rakiety nośnej. Spośród  13 podsystemów Shenzhou w czasie lotu pięć było nieaktywnych, w tym kluczowy system podtrzymywania życia. Pomyślne lądowanie kapsuły nastąpiło po 14 okrążeniach Ziemi.